# Cómplices (llibreria)
Cómplices va ser una llibreria especialitzada en temes LGBT que va funcionar entre el 1994 i el 2022 a Barcelona. Va destacar com la primera d'aquest tipus en la ciutat i la segona a Espanya, solament precedida de Berkana.

## Història
La llibreria, creada per Connie Dagues i Helle Bruun i inspirades en altres llibreries LGBT d'Europa, va obrir les portes el 21 d'abril de 1994, situada primer en el número 2 del carrer Cervantes i traslladant-se posteriorment al número 4. Les dependentes assenyalen que des dels seus inicis han tingut bona acceptació a la Ciutat Vella, a excepció d'un grafiti amb insults que va ser pintat en la seva façana quan José María Aznar va triomfar en les eleccions generals de 1996.
L'any 1995 es va associar amb la llibreria LGBT Berkana de Madrid per a llançar el segell literari Egales (Editorial Gai i Lesbiana), publicant el seu primer llibre aquest mateix any. El segell s'ha especialitzat en assajos i narrativa, i cap al 2016 ja havien publicat més de 450 títols. La llibreria també s'ha associat amb el Grup Lesbos per a crear el lloc web Lesbifem, on s'han publicat relats lèsbics i biografies de lesbianes famoses.
El març de 2009 la llibreria va presentar un blog on es lliuraven ressenyes sobre diferents publicacions LGBT.
Va tancar el 31 de desembre del 2022 perquè una de les dues fundadores es va jubilar.